# Dominicaanse Republiek op de Olympische Zomerspelen 2020
De Dominicaanse Republiek neemt deel aan de Olympische Zomerspelen 2020 in Tokio, Japan.

## Medailleoverzicht
| Medaille | Naam                                                                                | Sport         | Onderdeel  | Datum      |
| -------- | ----------------------------------------------------------------------------------- | ------------- | ---------- | ---------- |
| Zilver   | Zacarías Bonnat                                                                     | Gewichtheffen | -81kg (m)  | 31 juli    |
| Zilver   | Lidio Andrés Feliz Marileidy Paulino Anabel Medina Luguelín Santos Alexander Ogando | Atletiek      | 4x400m (m) | 31 juli    |
| Zilver   | Marileidy Paulino                                                                   | Atletiek      | 400m (v)   | 6 augustus |
|          |                                                                                     |               |            |            |
| Brons    | Crismery Santana                                                                    | Gewichtheffen | -87kg (v)  | 2 augustus |
| Brons    | Nationaal baseballteam Dominicaanse Republiek                                       | Baseball      | mannen     | 7 augustus |

## Atleten
Hieronder volgt een overzicht van de atleten die zich reeds hebben verzekerd van deelname aan de Olympische Zomerspelen 2020.
| sport          | Mannen | Vrouwen | totaal |
| -------------- | ------ | ------- | ------ |
| Atletiek       | 4      | 2       | 6      |
| Baseball       | 24     | 0       | 24     |
| Boksen         | 5      | 2       | 7      |
| Gewichtheffen  | 2      | 3       | 5      |
| Judo           | 1      | 0       | 1      |
| Paardensport   | 1      | 1       | 2      |
| Roeien         | 1      | 0       | 1      |
| Schoonspringen | 1      | 0       | 1      |
| Taekwondo      | 2      | 1       | 3      |
| Volleybal      | 0      | 12      | 12     |
| Zwemmen        | 1      | 1       | 2      |
| totaal         | 42     | 22      | 64     |

## Sporten

### Atletiek
Mannen
Loopnummers
| atleet             | onderdeel | series   | series | kwartfinale | kwartfinale | halve finale | halve finale | finale         | finale         |
| atleet             | onderdeel | tijd     | rang   | tijd        | rang        | tijd         | rang         | tijd           | rang           |
| ------------------ | --------- | -------- | ------ | ----------- | ----------- | ------------ | ------------ | -------------- | -------------- |
| Yancarlos Martínez | 200 m     | 20,17 NR | 2 Q    | n.v.t.      | n.v.t.      | 20,24        | 4            | niet geplaatst | niet geplaatst |

Vrouwen
Loopnummers
| atlete            | onderdeel | series | series | kwartfinale | kwartfinale | halve finale | halve finale | finale   | finale |
| atlete            | onderdeel | tijd   | rang   | tijd        | rang        | tijd         | rang         | tijd     | rang   |
| ----------------- | --------- | ------ | ------ | ----------- | ----------- | ------------ | ------------ | -------- | ------ |
| Marileidy Paulino | 400 m     | 50,06  | 1 Q    | n.v.t.      | n.v.t.      | 49,38 NR     | 1 Q          | 49,20 NR | Zilver |

Technische nummers
| atlete        | onderdeel          | kwalificaties | kwalificaties | finale         | finale         |
| atlete        | onderdeel          | afstand       | rang          | afstand        | rang           |
| ------------- | ------------------ | ------------- | ------------- | -------------- | -------------- |
| Ana José Tima | hink-stap-springen | 14,11         | 16            | niet geplaatst | niet geplaatst |

Gemengd
| atleet                                                                                                   | onderdeel | series     | series | kwartfinale | kwartfinale | halve finale | halve finale | finale     | finale |
| atleet                                                                                                   | onderdeel | tijd       | rang   | tijd        | rang        | tijd         | rang         | tijd       | rang   |
| --- | --------- | ---------- | ------ | ----------- | ----------- | ------------ | ------------ | ---------- | ------ |
| Lidio Andrés Feliz(S-F) Anabel Medina(S-F) Alexander Ogando(F) Marileidy Paulino(S-F) Luguelín Santos(S) | 4×400 m   | 3.12,74 NR | 2 Q    | n.v.t.      | n.v.t.      | n.v.t.       | n.v.t.       | 3.11,21 NR | Zilver |

### Baseball
Mannen
| Olympiër | Discipline | Resultaat | Prestatie |
| --- | ---------- | --------- | --------- |
| Darío Álvarez Gabriel Arias Jairo Asencio Luis Felipe Castillo Jumbo Díaz Junior García Jhan Mariñez Cristopher Mercedes Denyi Reyes Ramón Rosso Ángel Sánchez Raúl Valdés Roldani Baldwin Charlie Valerio José Bautista Juan Francisco Jeison Guzmán Erick Mejia Gustavo Núñez Emilio Bonifácio Melky Cabrera Johan Mieses Yefri Pérez Julio Y. Rodríguez | mannen     | Brons     | zie onder |

| Group stage            | Group stage            | Group stage | Ronde 1                | Herkansing 1           | Ronde 2                | Herkansing 2           | Halve finale           | Finale / BM            | Finale / BM |
| Tegenstander Resultaat | Tegenstander Resultaat | Rang        | Tegenstander Resultaat | Tegenstander Resultaat | Tegenstander Resultaat | Tegenstander Resultaat | Tegenstander Resultaat | Tegenstander Resultaat | Rang        |
| ---------------------- | ---------------------- | ----------- | ---------------------- | ---------------------- | ---------------------- | ---------------------- | ---------------------- | ---------------------- | ----------- |
| Japan V 3–4            | Mexico W 6–4           | 2           | Zuid-Korea V 3–4       | Israël W 7–6           | n.v.t.                 | Verenigde Staten V 1–3 | n.v.t.                 | Zuid-Korea W 10–6      | Brons       |

### Boksen
Mannen
| atleet               | onderdeel     | eerste ronde         | tweede ronde         | kwartfinale          | halve finale         | finale               | rang           |
| atleet               | onderdeel     | tegenstander uitslag | tegenstander uitslag | tegenstander uitslag | tegenstander uitslag | tegenstander uitslag | rang           |
| -------------------- | ------------- | -------------------- | -------------------- | -------------------- | -------------------- | -------------------- | -------------- |
| Rodrigo Marte        | vlieggewicht  | Tetteh V 2-3         | niet geplaatst       | niet geplaatst       | niet geplaatst       | niet geplaatst       | niet geplaatst |
| Alexy de la Cruz     | vedergewicht  | Allicock W 5-0       | Batyrgaziev V 0-5    | niet geplaatst       | niet geplaatst       | niet geplaatst       | niet geplaatst |
| Rohan Polanco        | weltergewicht | bye                  | Baturov V 0-5        | niet geplaatst       | niet geplaatst       | niet geplaatst       | niet geplaatst |
| Leonel de los Santos | lichtgewicht  | Usmonov V 1-4        | niet geplaatst       | niet geplaatst       | niet geplaatst       | niet geplaatst       | niet geplaatst |
| Euri Cedeño          | middengewicht | Sella W              | Verón W 3-2          | Chyzjnjak V 1-4      | niet geplaatst       | niet geplaatst       | niet geplaatst |

Vrouwen
| atlete              | onderdeel     | eerste ronde         | tweede ronde         | kwartfinale          | halve finale         | finale               | rang           |
| atlete              | onderdeel     | tegenstander uitslag | tegenstander uitslag | tegenstander uitslag | tegenstander uitslag | tegenstander uitslag | rang           |
| ------------------- | ------------- | -------------------- | -------------------- | -------------------- | -------------------- | -------------------- | -------------- |
| Miguelina Hernández | vlieggewicht  | Kom V 1-4            | niet geplaatst       | niet geplaatst       | niet geplaatst       | niet geplaatst       | niet geplaatst |
| María Moronta       | weltergewicht | bye                  | Da Silva W 5-0       | Jones V 0-4          | niet geplaatst       | niet geplaatst       | niet geplaatst |

### Gewichtheffen
Mannen
| atlete          | onderdeel | trekken | trekken | stoten | stoten | totaal | rang   |
| atlete          | onderdeel | score   | rang    | score  | rang   | totaal | rang   |
| --------------- | --------- | ------- | ------- | ------ | ------ | ------ | ------ |
| Luis García     | -61 kg    | 120     | 11      | 154    | 8      | 274    | 8      |
| Zacarías Bonnat | -81 kg    | 163     | 6       | 204    | 2      | 267    | Zilver |

Vrouwen
| atlete           | onderdeel | trekken | trekken | stoten | stoten | totaal | rang  |
| atlete           | onderdeel | score   | rang    | score  | rang   | totaal | rang  |
| ---------------- | --------- | ------- | ------- | ------ | ------ | ------ | ----- |
| Beatriz Pirón    | -49 kg    | 81      | 8       | 95     | 8      | 176    | 8     |
| Crismery Santana | -87 kg    | 116     | 2       | 140    | 4      | 256    | Brons |
| Verónica Saladín | +87 kg    | 111     | 6       | 131    | 7      | 242    | 7     |

### Judo
Mannen
| atleet            | onderdeel | eerste ronde         | tweede ronde         | derde ronde          | kwartfinale          | halve finale         | herkansing           | finale / BM          | finale / BM    |
| atleet            | onderdeel | tegenstander uitslag | tegenstander uitslag | tegenstander uitslag | tegenstander uitslag | tegenstander uitslag | tegenstander uitslag | tegenstander uitslag | rang           |
| ----------------- | --------- | -------------------- | -------------------- | -------------------- | -------------------- | -------------------- | -------------------- | -------------------- | -------------- |
| Robert Florentino | −90 kg    | n.v.t.               | Nhabali L 000–012    | niet geplaatst       | niet geplaatst       | niet geplaatst       | niet geplaatst       | niet geplaatst       | niet geplaatst |

### Paardensport

#### Dressuur
| ruiter                | paard      | onderdeel   | Grand Prix | Grand Prix | Grand Prix Special | Grand Prix Special | Grand Prix Freestyle | Grand Prix Freestyle | totaal         | totaal         |
| ruiter                | paard      | onderdeel   | score      | rang       | score              | rang               | technisch            | artistiek            | uitslag        | rang           |
| --------------------- | ---------- | ----------- | ---------- | ---------- | ------------------ | ------------------ | -------------------- | -------------------- | -------------- | -------------- |
| Yvonne Losos de Muñiz | Aquamarijn | individueel | 70,869     | 22         | n.v.t.             | n.v.t.             | niet geplaatst       | niet geplaatst       | niet geplaatst | niet geplaatst |

#### Springen
| ruiter            | paard    | onderdeel   | kwalificatie | kwalificatie | finale         | finale         | totaal         | totaal         |
| ruiter            | paard    | onderdeel   | strafpunten  | rang         | strafpunten    | rang           | strafpunten    | rang           |
| ----------------- | -------- | ----------- | ------------ | ------------ | -------------- | -------------- | -------------- | -------------- |
| Hector Florentino | Carnaval | individueel | 14           | 60           | niet geplaatst | niet geplaatst | niet geplaatst | niet geplaatst |

### Roeien
Mannen
| atleet          | onderdeel | series  | series | herkansingen | herkansingen | kwartfinale | kwartfinale | halve finale | halve finale | finale  | finale |
| atleet          | onderdeel | tijd    | rang   | tijd         | rang         | tijd        | rang        | tijd         | rang         | tijd    | rang   |
| --------------- | --------- | ------- | ------ | ------------ | ------------ | ----------- | ----------- | ------------ | ------------ | ------- | ------ |
| Ignacio Vásquez | skiff     | 7.43,71 | 5 H    | 7.42,83      | 3 HE/F       | bye         | bye         | 7.42,80      | 1 FE         | 7.25,88 | 25     |

Legenda: FA=finale A (medailles); FB=finale B (geen medailles); FC=finale C (geen medailles); FD=finale D (geen medailles); FE=finale E (geen medailles); FF=finale F (geen medailles); HA/B=halve finale A/B; HC/D=halve finale C/D; HE/F=halve finale E/F; KF=kwartfinale; H=herkansing

### Schoonspringen
Mannen
| atlete             | onderdeel | series | series | halve finale | halve finale | finale         | finale         |
| atlete             | onderdeel | punten | rang   | punten       | rang         | punten         | rang           |
| ------------------ | --------- | ------ | ------ | ------------ | ------------ | -------------- | -------------- |
| Jonathan Ruvalcaba | 3 m plank | 383,05 | 18 Q   | 398,65       | 13           | niet geplaatst | niet geplaatst |

### Taekwondo
Mannen
| atleet           | onderdeel | eerste ronde         | kwartfinale          | halve finale         | herkansing           | finale / BM          | finale / BM    |
| atleet           | onderdeel | tegenstander uitslag | tegenstander uitslag | tegenstander uitslag | tegenstander uitslag | tegenstander uitslag | rang           |
| ---------------- | --------- | -------------------- | -------------------- | -------------------- | -------------------- | -------------------- | -------------- |
| Bernardo Pié     | -68 kg    | Achab W 18-11        | Zhao V 8-13          | niet geplaatst       | niet geplaatst       | niet geplaatst       | niet geplaatst |
| Moisés Hernández | -80 kg    | Rafalovich V 7-17    | niet geplaatst       | niet geplaatst       | niet geplaatst       | niet geplaatst       | niet geplaatst |

Vrouwen
| atlete              | onderdeel | eerste ronde         | kwartfinale          | halve finale         | herkansing           | finale / BM          | finale / BM |
| atlete              | onderdeel | tegenstander uitslag | tegenstander uitslag | tegenstander uitslag | tegenstander uitslag | tegenstander uitslag | rang        |
| ------------------- | --------- | -------------------- | -------------------- | -------------------- | -------------------- | -------------------- | ----------- |
| Katherine Rodríguez | +67 kg    | Kuş W 7-5            | Lee V 14-23          | niet geplaatst       | Traoré V 9-11        | niet geplaatst       | 7           |

### Volleybal

#### Zaalvolleybal
Vrouwen
| Atleten | Discipline | Resultaat   | Prestatie |
| --- | ---------- | ----------- | --------- |
| Annerys Vargas Lisvel Elisa Eve Brenda Castillo Camil Domínguez Niverka Marte Prisilla Rivera Yonkaira Peña Bethania de la Cruz Brayelin Martínez Jineiry Martínez Gaila González Larysmer Martínez | zaal       | kwartfinale | zie onder |

| # | Ploeg                  | Punten | Wedstrijden | Wedstrijden | Wedstrijden | Sets | Sets | Sets  |
| # | Ploeg                  | Punten | G           | W           | V           | W    | V    | Ratio |
| - | ---------------------- | ------ | ----------- | ----------- | ----------- | ---- | ---- | ----- |
| 1 | Brazilië               | 14     | 5           | 5           | 0           | 15   | 3    | +12   |
| 2 | Servië                 | 12     | 5           | 4           | 1           | 13   | 3    | +10   |
| 3 | Zuid-Korea             | 7      | 5           | 3           | 2           | 9    | 10   | -1    |
| 4 | Dominicaanse Republiek | 8      | 5           | 2           | 3           | 10   | 10   | 0     |
| 5 | Japan                  | 4      | 5           | 1           | 4           | 6    | 12   | -6    |
| 6 | Kenia                  | 0      | 5           | 0           | 5           | 0    | 15   | -15   |

| Ronde        | Datum          | Lokale tijd    | MEZT                   | Land                   | Score                  | Land             |
| ------------ | -------------- | -------------- | ---------------------- | ---------------------- | ---------------------- | ---------------- |
| Groepsfase   |                |                |                        |                        |                        |                  |
| 25 juli      | 14:20          | 07:20          | Servië                 | 3 - 0                  | Dominicaanse Republiek |                  |
| 27 juli      | 19:40          | 12:40          | Brazilië               | 3 - 2                  | Dominicaanse Republiek |                  |
| 29 juli      | 11:05          | 04:05          | Zuid-Korea             | 3 - 2                  | Dominicaanse Republiek |                  |
| 31 juli      | 09:00          | 02:00          | Dominicaanse Republiek | 3 - 0                  | Kenia                  |                  |
| 2 augustus   | 09:00          | 02:00          | Japan                  | 1 - 3                  | Dominicaanse Republiek |                  |
| Kwartfinale  | 4 augustus     | 13:00          | 06:00                  | Dominicaanse Republiek | 0 - 3                  | Verenigde Staten |
| Halve finale | niet geplaatst | niet geplaatst | niet geplaatst         | niet geplaatst         | niet geplaatst         | niet geplaatst   |
| Finale       | niet geplaatst | niet geplaatst | niet geplaatst         | niet geplaatst         | niet geplaatst         | niet geplaatst   |

### Zwemmen
Mannen
| atleet          | onderdeel        | series  | series | halve finale   | halve finale   | finale         | finale         |
| atleet          | onderdeel        | tijd    | rang   | tijd           | rang           | tijd           | rang           |
| --------------- | ---------------- | ------- | ------ | -------------- | -------------- | -------------- | -------------- |
| Josué Domínguez | 100 m schoolslag | 1.01,39 | 39     | niet geplaatst | niet geplaatst | niet geplaatst | niet geplaatst |
| Josué Domínguez | 200 m schoolslag | 2.17,34 | 34     | niet geplaatst | niet geplaatst | niet geplaatst | niet geplaatst |

Vrouwen
| atlete       | onderdeel        | series  | series | halve finale   | halve finale   | finale         | finale         |
| atlete       | onderdeel        | tijd    | rang   | tijd           | rang           | tijd           | rang           |
| ------------ | ---------------- | ------- | ------ | -------------- | -------------- | -------------- | -------------- |
| Krystal Lara | 100 m schoolslag | 1.03,07 | 35     | niet geplaatst | niet geplaatst | niet geplaatst | niet geplaatst |
| Krystal Lara | 200 m schoolslag | 2.18,63 | 27     | niet geplaatst | niet geplaatst | niet geplaatst | niet geplaatst |